# Mickie Kivel
Mickie Kivel – amerykańska brydżystka, World Master (WBF).

## Wyniki brydżowe

### Zawody światowe
W światowych zawodach zdobyła następujące lokaty:
| Mistrzostwa Świata. Konkurencja teamów | Mistrzostwa Świata. Konkurencja teamów | Mistrzostwa Świata. Konkurencja teamów | Mistrzostwa Świata. Konkurencja teamów | Mistrzostwa Świata. Konkurencja teamów | Mistrzostwa Świata. Konkurencja teamów |
| Rok                                    | Miejsce                                | Zawody                                 | Kategoria                              | Drużyna                                | Pozycja                                |
| -------------------------------------- | -------------------------------------- | -------------------------------------- | -------------------------------------- | -------------------------------------- | -------------------------------------- |
| 2010                                   | Filadelfia                             | 13. Seria Mistrzostw Świata            | Seniorzy                               | Woodthere                              | 32                                     |
| 1998                                   | Lille                                  | 10. Mistrzostwa Świata                 | Kobiety                                | Wood                                   | 3                                      |

| Mistrzostwa Świata. Konkurencja par | Mistrzostwa Świata. Konkurencja par | Mistrzostwa Świata. Konkurencja par | Mistrzostwa Świata. Konkurencja par | Mistrzostwa Świata. Konkurencja par | Mistrzostwa Świata. Konkurencja par |
| Rok                                 | Miejsce                             | Zawody                              | Kategoria                           | Partner                             | Pozycja                             |
| ----------------------------------- | ----------------------------------- | ----------------------------------- | ----------------------------------- | ----------------------------------- | ----------------------------------- |
| 2010                                | Filadelfia                          | 13. Mistrzostwa Świata              | Miksty                              | John Potter                         | 144                                 |
| 2010                                | Filadelfia                          | 13. Mistrzostwa Świata              | Seniorzy                            | Nadine Wood                         | 26                                  |
| 2002                                | Montreal                            | 11. Mistrzostwa Świata              | Miksty                              | Mike Moss                           | 64                                  |
| 1998                                | Lille                               | 10. Mistrzostwa Świata              | Kobiety                             | Nadine Wood                         | 24                                  |
| 1990                                | Genewa                              | 8. Mistrzostwa Świata               | Kobiety                             | Judi Cody                           | 16                                  |

## Klasyfikacja
- Mickie Kivel – klasyfikacja WBF (ang.)